# Sociedade Ginástica Novo Hamburgo (pallavolo maschile)
La Sociedade Ginástica Novo Hamburgo è una società pallavolistica maschile brasiliana, con sede a Novo Hamburgo.

## Storia
L'Associação Atlética Frangosul viene fondata nel 1985, con sede a Montenegro, seguendo le orme del Clube Riograndense de Montenegro nella tradizione pallavolistica della cittadina. Nel 1986 si aggiudica per la prima volta il Campionato Gaúcho, ripetendosi ben cinque volte. Partecipa inoltre alle competizioni di livello nazionale, esordendo nella massima divisione del campionato brasiliano, chiamato prima Campeonato Brasileiro de Clubes e poi Liga Nacional, raggiungendo la finale scudetto del campionato 1990-91, che gli permettono di partecipare al campionato mondiale per club 1991, chiuso al quarto posto.
Nel 1992 il club unisce le forze con la Sociedade Ginástica Novo Hamburgo, utilizzandone la ragione sociale e le strutture della polisportiva, trasferendosi quindi a Novo Hamburgo, senza però acquisirne i colori sociali, che restano il rosso e bianco, conquistando altri tre titoli statali. Nella stagione 1994-95 si aggiudica la prima edizione della Superliga, sconfiggendo in finale l'União Suzano. Dopo il terzo posto nel campionato 1995-96, la Frangosul abbandona la sponsorizzazione del club, che cessa di esistere al termine del campionato seguente.

## Palmarès
- Campionato brasiliano: 1

1994-95
- Campionato Guacho maschile: 9

1986, 1987, 1988, 1989, 1990, 1991, 1992, 1993, 1994

## Denominazioni precedenti
- 1985-1992: Associação Atlética Frangosul